# Henk Kamp
Henricus Gregorius Jozeph (Henk) Kamp (ur. 23 lipca 1952 w Hengelo) – holenderski polityk i samorządowiec, poseł do Tweede Kamer, w latach 2002–2007, 2010–2017 i 2021–2022 minister w różnych resortach, od 2009 do 2010 komisarz Holandii Karaibskiej.

## Życiorys
Ukończył naukę w szkole średniej w Lochem (1972), w latach 1977–1980 kształcił się w centrum szkoleń podatkowych (Opleidingscentrum Belastingdienst) w Utrechcie. Do 1977 pracował w handlu, od 1980 do 1986 był śledczym w holenderskiej inspekcji podatkowej (FIOD).
Zaangażował się w działalność polityczną w ramach Partii Ludowej na rzecz Wolności i Demokracji (VVD), do której wstąpił w 1972. W latach 1978–1994 zasiadał w radzie prowincji Geldria. W 1994 po raz uzyskał mandat posła do Tweede Kamer, do niższej izby Stanów Generalnych wybierany także w 1998, 2002, 2003 i 2006.
W rządach, którymi kierował Jan Peter Balkenende, sprawował urząd ministra mieszkalnictwa, planowania przestrzennego i środowiska (od lipca 2002 do marca 2003) oraz ministra obrony (od grudnia 2002 do lutego 2007). Od stycznia 2009 do października 2010 pełnił funkcję komisarza karaibskich wysp Bonaire, Sint Eustatius i Saba. W październiku 2010 nowy premier Mark Rutte powierzył mu stanowisko ministra spraw społecznych i zatrudnienia. W listopadzie 2012 Henk Kamp w drugim gabinecie tego premiera objął kierownictwo resortu spraw gospodarczych. Funkcję tę pełnił do października 2017. Powołany następnie na prezesa ActiZ (od stycznia 2018), branżowego zrzeszenia kilkuset placówek zdrowotnych.
We wrześniu 2021 powrócił do administracji rządowej. Mark Rutte powierzył mu funkcję ministra obrony. Stanowisko to zajmował do końca funkcjonowania gabinetu w styczniu 2022.

## Odznaczenia
Oficer Orderu Oranje-Nassau (2007).